# Magnya Carta
Magnya Carta (jap. マグニャカルタ Magunya Karuta) – drugi album studyjny zespołu An Cafe, wydany 29 listopada 2006 roku w Japonii oraz 21 maja 2007 roku w Korei Południowej. Album osiągnął 33 pozycję w rankingu Oricon.

## Lista utworów

### CD
Wszystkie utwory zostały napisane przez Miku.
| Nr  | Tytuł                                                                   | Kompozycja | Czas |
| --- | ----------------------------------------------------------------------- | ---------- | ---- |
| 1.  | "LOCK ON ☆the☆ o NEW Sekai" (jap. LOCK ON ☆ザ☆ 御NEW世界)               | Kanon      | 4:57 |
| 2.  | "Smile ichiban ī onna" (jap. スマイル一番 イイ♀ Sumairu ichiban ī onna) | Teruki     | 4:12 |
| 3.  | "NYAPPY in the world 2"                                                 | Bou        | 4:26 |
| 4.  | "#＊-@☆Pipopapo Telepathy☆@-＊#" (jap. #＊-@☆ピポパポテレパシー☆@-＊#)  | Kanon      | 3:32 |
| 5.  | "Maple Gunman" (jap. メープルガンマン Mēpuru Ganman)                    | Kanon      | 3:51 |
| 6.  | "Pusshin Prin" (jap. プッシンプリン Pusshin Purin)                      | Kanon      | 4:46 |
| 7.  | "Nanairo Crayon de egaku hikari" (jap. 七色クレヨンで描く光)            | Teruki     | 5:10 |
| 8.  | "Snow Scene" (jap. スノーシーン Sunō Shīn)                              | Kanon      | 4:12 |
| 9.  | "Jikoaishugisha no mijuku na akuma" (jap. 自己愛主義者の未熟な悪魔)     | Teruki     | 3:57 |
| 10. | "Meguriaeta kiseki" (jap. 巡り逢えた奇跡)                               | Bou        | 5:38 |
| 11. | "BondS ~Kizuna~ (Magnya mix)" (jap. BondS～絆～ (Magnya mix))           | Kanon      | 5:02 |

### DVD
| Nr | Tytuł                                | Czas |
| -- | ------------------------------------ | ---- |
| 1. | "Maple Gunman" (Music video)         |      |
| 2. | "BondS ~Kizuna~" (Music video)       |      |
| 3. | "Smile ichiban ī onna" (Music video) |      |
| 4. | "Snow Scene" (Music video)           |      |

## Członkowie zespołu
- Miku – wokal
- Bou – gitara
- Kanon – bas
- Teruki – perkusja

## Notowania
| Lista  | Pozycja                  |
| ------ | ------------------------ |
| Oricon | #33 (Oricon Major Chart) |